# Markgräfler Landstände

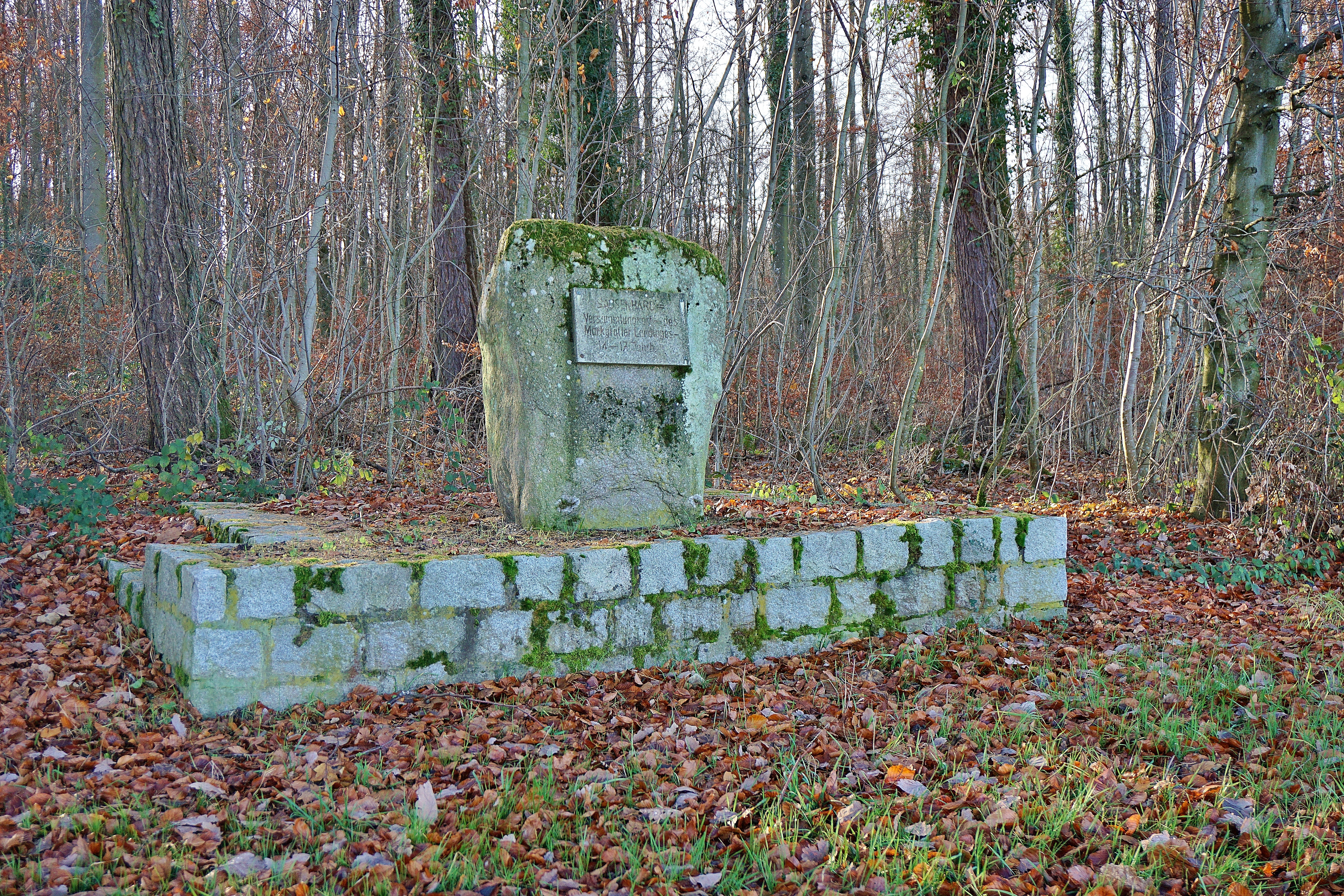
Der Sausenhard-Gedenkstein markiert das Gelände, auf dem sich im 14. – 17. Jahrhundert die Landschaft (bäuerlichen Landstände) der Herrschaft Rötteln und der Landgrafschaft Sausenberg versammelt haben

Die Markgräfler Landstände (Landschaft genannt) waren die Landstände im südlichen Teil der Oberlande der Markgrafschaft Baden-Durlach die bis 1668 tätig waren. Bereits Mitte des 15. Jahrhunderts finden sich Hinweise auf Landstände in der Markgrafschaft Hachberg-Sausenberg zu der das Markgräflerland bis 1503 gehörte.

## Geschichte
Die Markgräfler Landstände bestanden nur aus der Landschaft, womit die Gesamtheit der waffenfähigen Mannschaft gemeint war. Der Adel und die Geistlichkeit waren in diesen Landständen nicht vertreten und da die wenigen Städtchen (Schopfheim und Sulzburg) kaum entwickelt waren, hatten auch diese keine eigenständige Vertretung, sondern waren Teil der bäuerlichen Landschaft. Räumlich waren die Markgräfler Landstände in die Landschaft der Herrschaft Rötteln und der Landgrafschaft Sausenburg (Oberamt Rötteln) einerseits und in jene der Herrschaft Badenweiler andererseits unterteilt.

### Der Versammlungsplatz
Die Versammlung der Landschaft erfolgte auf dem Sausenhart einer großen, leicht ansteigenden Mulde im Feld zwischen Mappach und Tannenkirch auf dessen Gemarkung das Feld liegt. Noch heute bestehen die Gewannnamen Auf dem äußeren Sausenhart und Auf dem inneren Sausenhart. Von alters her soll einer der Landgerichtsplätze im südlichen Breisgau bei Schliengen gewesen sein. Nachdem die Rechte über Schliengen lange Streitpunkt zwischen den Markgrafen und den Fürstbischöfen von Basel waren, wurde vermutlich der Landgerichtsplatz auf den Sausenhart verlegt. Die Versammlung der Landschaft fand dann später auf diesem Landgerichtsplatz statt.

### Mitwirkung bei wichtigen Geschäften
|  | 1450 | Genehmigung einer indirekten Steuer                                                                         |
|  | 1490 | Garantie des Erbvertrages (Röttler Gemächt)                                                                 |
|  | 1503 | Landschaft besetzt bei Eintritt des Erbfalls die Burgen                                                     |
|  | 1511 | Verweigerung der Huldigung                                                                                  |
|  | 1514 | Mithilfe bei Abwehr habsburgischer Ansprüche                                                                |
|  | 1515 | Huldigung nach Erbeinigung im Fürstenhaus                                                                   |
|  | 1517 | Mitwirkung bei Erneuerung der Landesordnung                                                                 |
|  | 1525 | Vertrag mit Markgraf Ernst, wobei die Forderungen des Bauernaufstandes teilweise durchgesetzt werden können |
|  | 1582 | Bewilligung einer Sondersteuer zur Finanzierung der Ansprüche des Hauses Orléans-Longueville                |
|  | 1614 | Steuerbewilligung zur Finanzierung der Rüstungen im Vorfeld des 30-jährigen Krieges                         |
|  | 1633 | Bitte an Basel wegen Aufnahme von Flüchtlingen                                                              |
|  | 1668 | de facto Auflösung aller baden-durlachischen Landstände durch Markgraf Friedrich VI.                        |

Die älteste Nachricht über die Existenz einer bäuerlichen Interessenvertretung im Markgräflerland datiert von 1450. Die Landschaft genehmigte Markgraf Rudolf IV. ein Ohmgeld zur Finanzierung der Schulden der Markgrafschaft.
1490 waren Vertreter der Landschaft beim Abschluss des Erbvertrags (Röttler Gemächt) zwischen den Markgrafen Philipp und Christoph zugegen und wirkten als Garanten des Vertrags. Als 1503 Markgraf Philipp ohne männlichen Erben starb, besetzten die Miliztruppen der Landschaft die markgräflichen Burgen Rötteln, Sausenburg und Badenweiler. Damit wurde deren Übernahme durch den von Philipps Witwe und Tochter Johanna neu ernannten Landvogt verhindert und Markgraf Christoph konnte nach Zusicherung der alten Rechte die Burgen und das ganze Markgräflerland vertragsgemäß übernehmen. Johanna heiratete 1504 den Herzog von Longueville und das Haus Orléans-Longueville versuchte auf dem Rechtswege den Erbvertrag bis zur Einigung von 1582 anzufechten. Der 1503 begonnene Rechtsstreit vor dem Reichskammergericht wurde erst am 28. August 1581 auf Vermittlung von Bern beigelegt. Die vormundschaftliche Regierung der Markgrafschaft Baden-Durlach, vertreten durch die Mutter des Markgrafen Ernst Friedrich von Baden-Durlach, Anna von Pfalz-Veldenz, erklärte sich bereit, eine Abstandszahlung von 225 000 Gulden an das Haus Orléans-Longueville zu leisten. Für das Haus Orléans-Longueville verzichtete Marie de Bourbon-Saint-Pol, die Witwe von Herzog Léonor d’Orléans-Longueville und Mutter von Henri und François von Orléans-Longueville, auf alle Ansprüche auf die Herrschaften im Breisgau. Das Haus Orléans-Rothelin führte allerdings weiterhin den Titel marquis de Rothelin.
Die Landschaft bewilligte 1582 eine Sondersteuer zur Finanzierung der Zahlungen an das Haus Orleans-Longueville für dessen Verzicht auf die Ansprüche auf das Markgräflerland
Markgraf Christoph wollte bereits 1511 seine Nachfolge regeln und seinen 5. Sohn, Philipp, als Haupterben einsetzen. Einerseits wollte er damit eine Teilung der Markgrafschaft vermeiden und andererseits hielt er Philipp für den fähigsten seiner Söhne. Dessen Bruder Ernst war damit nicht einverstanden und drohte gar mit Krieg. Als Christoph am 18. Juni 1511 der versammelten Landschaft seinen Plan darlegte und die Huldigung für Philipp verlangte, lehnte die Landschaft das ab. Die große Mehrheit der Versammlung wollte nicht in die Streitigkeiten des Fürstenhauses hineingezogen werden. Hier und an zwei weiteren Treffen mit dem Ausschuss der Landschaft und nochmals mit der ganzen Landschaft konnte Christoph seinen Wunsch nicht durchsetzen und musste sich stattdessen mit Klagen der Landschaft wegen Verletzung ihrer alten Rechte auseinandersetzen.
Erst nachdem Christophs Söhne Philipp und Bernhard am 26. Juli 1515 den Landschaften der von Ernst verwalteten Herrschaften mitgeteilt hatten, dass sie mit der Teilung einverstanden wären, huldigte die Landschaft Markgraf Ernst.
1514 versuchte das Haus Habsburg einmal mehr seine Ansprüche auf die Landeshoheit über Rötteln und Schopfheim durchzusetzen. Diese Teile des Markgräflerlands waren von den Habsburgern einst als Lehen an die Markgrafen von Hachberg-Sausenberg vergeben worden. Markgraf Christoph informierte die Landschaft über diesen Vorstoß und war einverstanden, dass die Landschaft eine eigene Delegation zur vorderösterreichischen Regierung in Ensisheim entsandte. Habsburg konnte damals seine Ansprüche nicht durchsetzen. Der Rechtsstreit konnte allerdings erst 1741 durch einen Vergleich mit Kaiserin Maria Theresia beigelegt werden. Diese verzichtete auf alle Hoheits- und Lehensansprüche bzgl. der Landgrafschaft Sausenberg, sowie der Herrschaften Rötteln und Badenweiler. Hierfür und für den österreichischen Anteil an Grenzach bezahlte die Markgrafschaft 230.000 Gulden.
Am 5. Februar 1517 erließ Markgraf Ernst eine neue Sausenberger Landesordnung für die Herrschaften Rötteln und die Landgrafschaft Sausenburg, die die alte Landesordnung des Markgrafen Rudolf IV. ersetzte. Die Landschaft wirkte bei der Erneuerung dieser Landesordnung mit.
Am 17. April 1525 brachte der Ausschuss der Landschaft in Kandern die Beschwerden der Gemeinden vor den Markgrafen. Im weiteren Verlauf übernahm die Markgräfler Bauernschaft die 12 Artikel der oberschwäbischen Bauern und besetzte am 15. Mai die markgräflichen Schlösser. Die Geschütze der Landschaft wurden am 18. Mai bei der Beschießung von Freiburg eingesetzt. Nach der blutigen Niederschlagung des Bauernaufstandes in Oberschwaben und im Elsass gelang es den Vertretern der Landschaft unter Vermittlung von Basel und Straßburg am 13. Juni in Offenburg einen Vertrag mit Markgraf Ernst abzuschließen. Die Landschaft musste dem Markgrafen Ersatz für Schäden aufgrund des Bauernaufstands leisten, aber sie wurden vor der in den Nachbargebieten üblichen Rachejustiz geschützt und konnten eine Anzahl kleinerer Zugeständnisse zur Abstellung ihrer Beschwerden erreichen – so wurde der kleine Zehnte abgeschafft. Nach mehreren weiteren Detailverhandlungen erfolgte am 12. September 1525 der definitive Friedensschluss in Basel.
Markgraf Georg Friedrich wurde 1608 Mitglied der protestantischen Union. Im Hinblick auf die zunehmenden Spannungen im Reich zwischen katholischen und protestantischen Fürsten, betrieb er eine massive Aufrüstung. Zu deren Finanzierung benötigte er die Unterstützung der Landschaften.
Im Gegenzug zur Bewilligung von Steuern zur Finanzierung seiner Rüstungspolitik räumte er den Landschaften Mitwirkungsrechte ein. 1614 bewilligte die Landschaft eine Sondersteuer.
1633 wendeten sich Mitglieder des Landesausschusses an Bürgermeister und Rat der Stadt Basel und baten um Aufnahme von Flüchtlingen aus dem Markgräflerland.
Markgraf Friedrich VI. betrieb 1668 die de facto die Auflösung aller baden-durlachischen Landstände, da der Markgraf das bisherige Finanzwesen der Landschaften in eigene Regie übernahm und diese damit ihrer letzten Funktion beraubt wurde.

## Gedenken

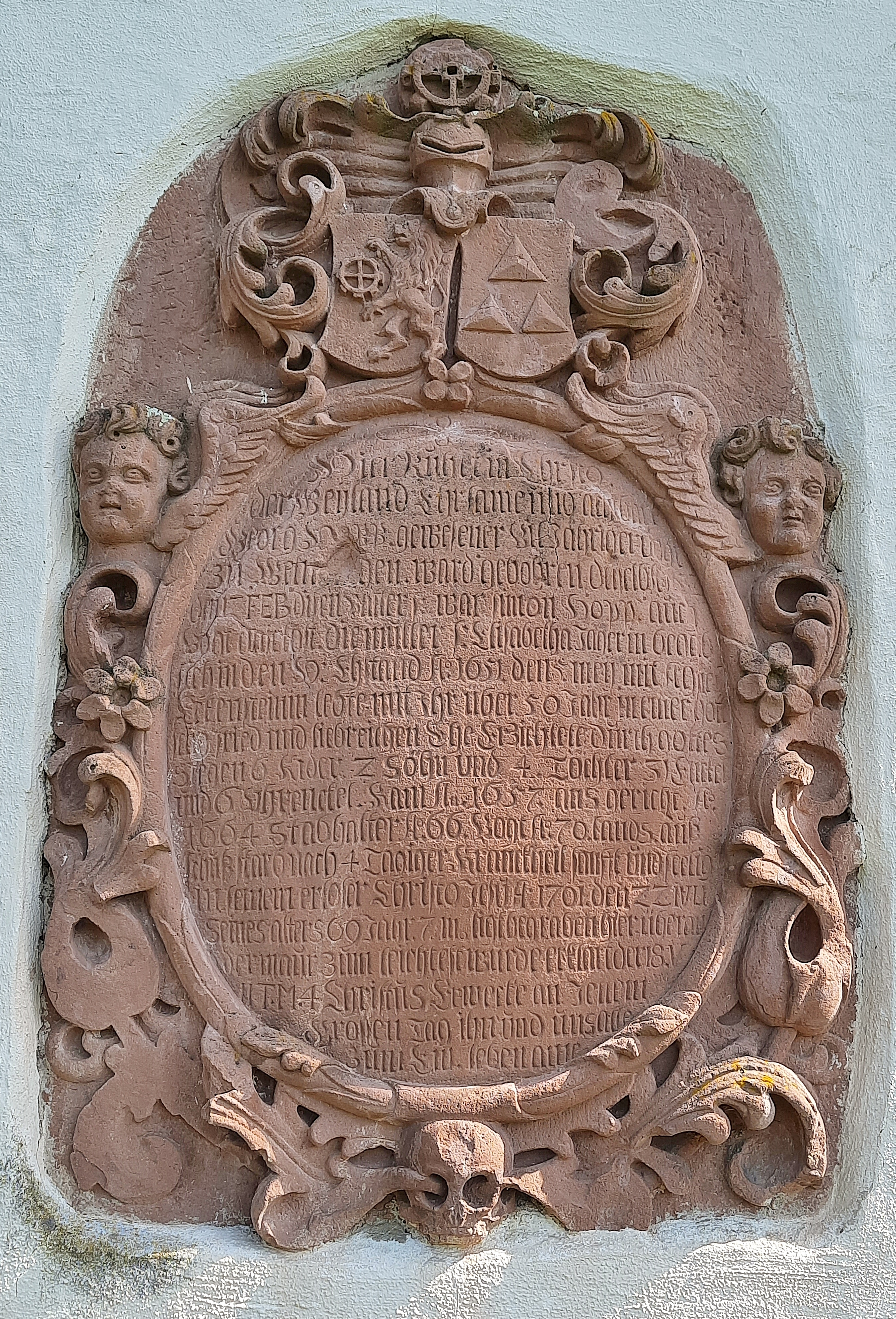
Epitaph des Welmlinger Vogtes Georg Hopp (Mitglied des Ausschusses der Landschaft) an der südlichen Außenwand der Peterskirche in Blansingen.

An und in einer Anzahl von Dorfkirchen des Markgräflerlandes (z. B. Rötteln, Blansingen; Niedereggenen, Holzen) befinden sich noch Epitaphe zum Gedenken an Mitglieder des Ausschusses der Landschaft. Da diese Grabtafeln oft nur schwer zu entziffern sind, hilft ein Blick in die Dokumentation von Karl Seith.
Ein Zustandsbericht über die Burg aus dem Jahr 1654 benennt den in die innere Ringmauer integrierten massiven Rundturm zum Schutz des Nord-Tors  der Vorburg von Burg Rötteln in Anlehnung an die landständische Verwaltung und Gerichtsbarkeit auf Rötteln Die Landschaft.
Ausgehend von einer beim Hebelschoppen entstandenen Idee wurde am 9. Juli 1976 vom Schwarzwaldverein Kandern auf dem Sausenhard  ein Moränenfindling aus Kaltenbach als Gedenkstein aufgestellt und mit einer Tafel versehen. Die Tafel trägt die Inschrift: „SAUSENHARD = Versammlungsort - des Markgräfler Landtages - 14. - 17. Jahrh.“ Eine zusätzliche Informationstafel des Schwarzwaldvereins zeigt die wichtigsten Daten der Landschaft. Anlass für die Errichtung des Gedenksteins war die 1200-Jahr Feier von Kandern.